# Лу Ин
Лу Ин (кит. упр. 陆滢, пиньинь Lù Yíng, род.22 января 1989) — китайская пловчиха, призёр Олимпийских игр.

## Биография
Лу Ин родилась в 1989 году в Шанхае. В 2005 году она завоевала золотые медали Спартакиады народов КНР в эстафетах 4×100 и 4×200 м вольным стилем. В 2008 году переключилась с вольного стиля на баттерфляй, и в 2010 году завоевала бронзовую медаль Азиатских игр. В 2011 году она завоевала серебряную и бронзовую медали чемпионата мира, а в 2012 году стала серебряной призёркой Олимпийских игр.